# Ștefan Dimitrescu

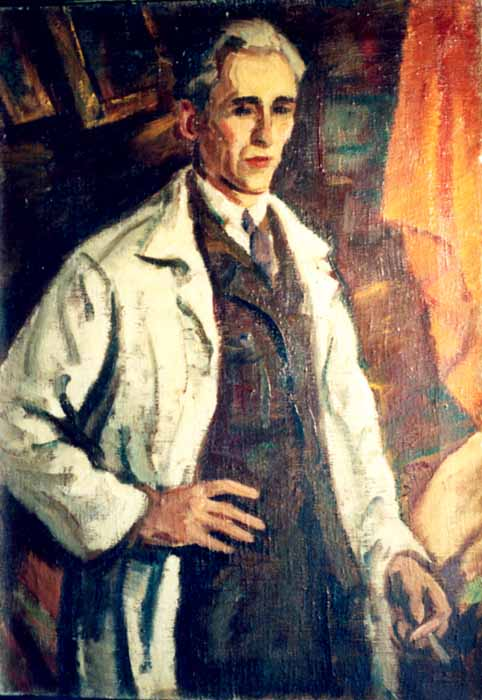
Ștefan Dimitrescu: „Selbstporträt“

Ștefan Dimitrescu (* 18. Januar 1886 in Huși; † 22. Mai 1933 in Iași) war ein rumänischer Maler.
Nach einem Cellostudium am Konservatorium von Iași studierte Dimitrescu von 1903 bis 1908 an der Școala de arte frumoase bei Gheorghe Popovici und Emanoil Bardasare. Von 1912 bis 1913 studierte er in Paris an der Académie de la Grande Chaumière.
Prägend für Dimirescu wurden seine Erlebnisse als Soldat der rumänischen Armee im Ersten Weltkrieg. 1917 gründete er mit den Malern Camil Ressu, Iosif Iser und Marius Bunescu und den Bildhauern Dimitrie Paciurea, Cornel Medrea, Ion Jalea und Oscar Han in Iași die Gruppe Arta română. Mit Oskar Han, Francisc Șirato und seinem Studienfreund Nicolae Tonitza begründete er 1926 die Grupul celor patru. 1927 wurde er in Iași Lehrer an der Școala de Arte Frumoase, die er von 1928 bis zu seinem Tode leitete.

## Werke in Mussen (Auswahl)
- Muzeul Național de Artă al României, Bukarest
- Muzeul Zambaccian, Bukarest
- Muzeul de Artă, Cluj-Napoca
- Muzeul Țării Crișurilor, Oradea